# Loadásjjávrásj
Loadásjjávrásj, enligt tidigare ortografi Låtatj-jauratj, är en sjö i Jokkmokks kommun i Lappland och ingår i Luleälvens huvudavrinningsområde. Sjön har en area på 0,0736 kvadratkilometer och ligger 844 meter över havet.Loadásjjávrásj ligger i Padjelanta Natura 2000-område. Sjön avvattnas av Tsiekkimjågåsj.

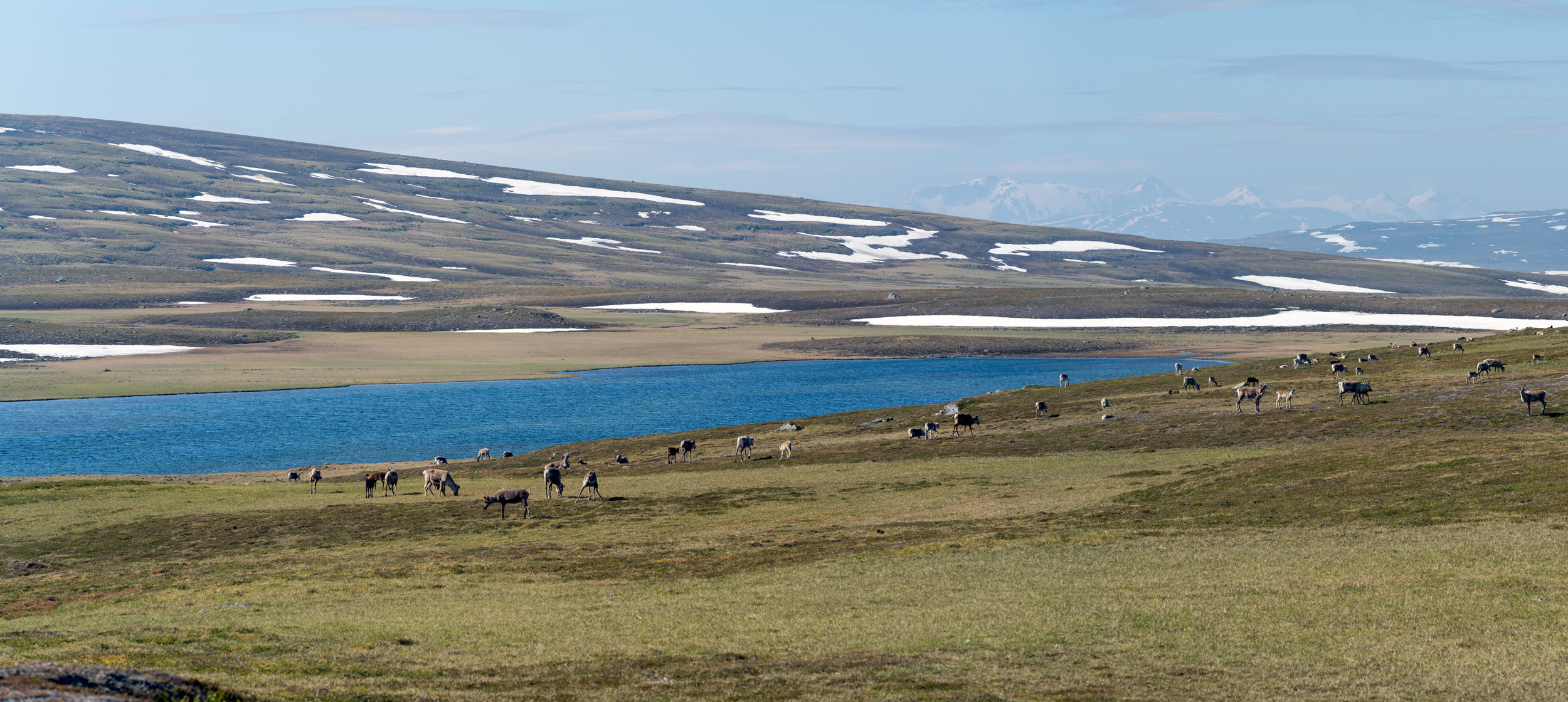
Loadásjjávrásj, vy mot söder från den gamla leden mellan Gisuris och Låddejåhkå.
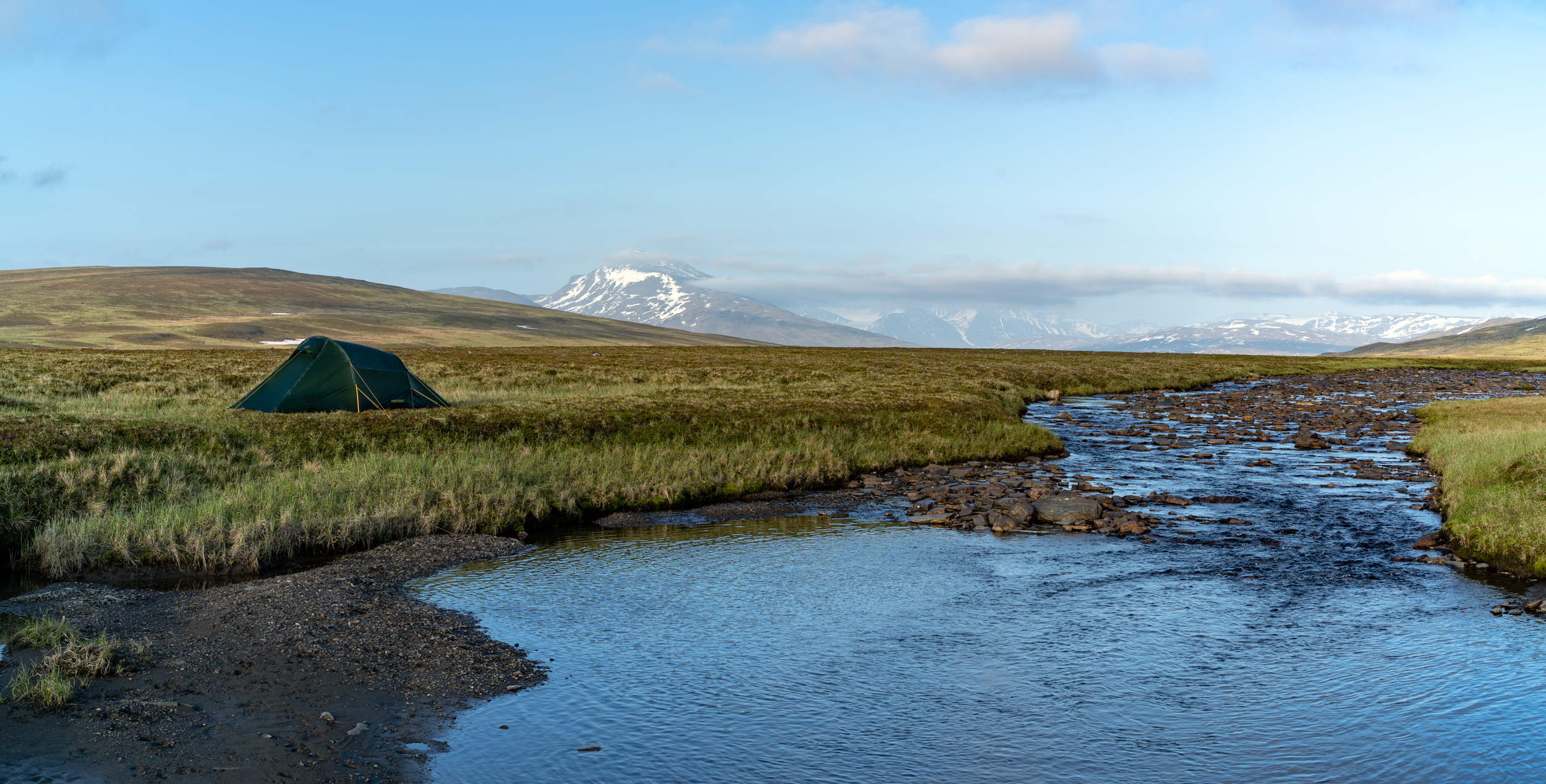
Tsiekkimjågåsj avvattnar Loadásjjávrásj.

## Delavrinningsområde
Loadásjjávrásj ingår i det delavrinningsområde (749177-155215) som SMHI kallar för Mynnar i Tsåkamaure. Medelhöjden är 808 meter över havet och ytan är 18,51 kvadratkilometer. Det finns inga avrinningsområden uppströms utan avrinningsområdet är högsta punkten. Tsiekkimjågåsj som avvattnar avrinningsområdet har biflödesordning 3, vilket innebär att vattnet flödar genom totalt 3 vattendrag (Vuojatädno, Stora Luleälv, Luleälv) innan det når havet efter 379 kilometer. Avrinningsområdet består mestadels av kalfjäll (99 procent). Avrinningsområdet har 0,08 kvadratkilometer vattenytor vilket ger det en sjöprocent på 0,4 procent.